# Бурові промивальні рідини на вуглеводневій основі
Бурові промивальні рідини на вуглеводневій основі призначені для розбурювання соленосних глин і сланців, стійкість яких знижується під впливом водного фільтрату (при застосуванні рідин на водній основі), а також хемогенних порід, які розчиняються у воді і втрачають стійкість; для розкриття продуктивних нафтогазових пластів, відбору керна (одержання зразків породи, незабрудненої глинистим розчином). Промивальні рідини на вуглеводневій основі забезпечують якісне розкриття продуктивних горизонтів, при якому, практично, не знижується продуктивність експлуатаційних свердловин.
Промивальні рідини на вуглеводневій основі — це складні багатокомпонентні колоїдно-хімічні системи, де дисперсійним середовищем є рідкі вуглеводні, а дисперсною фазою — диспергована вода і тверді компоненти. Серед таких промивальних рідин виділяють два види: практично безводні та інвертні емульсії.
Серед найвідоміших практично безводних рідин на вуглеводневій основі є вапняно-бітумні рідини (ВБР), які складаються із дизельного палива (нафти), високоокисненого бітуму, обважнювача, мінералізованої води і високоактивного оксиду кальцію (вапна) та ПАР.
Стабільність практично безводних суспензій на вуглеводневій основі істотно залежить від вмісту води, тому у процесі буріння слід уникати потрапляння води в такі суспензії.
В інвертних емульсіях дисперсійним середовищем є вуглеводні (нафтопродукти), а дисперсною фазою — диспергована вода. Вода перебуває у вигляді тонкодиспергованих глобул і рівномірно розподілена по всьому об'єму нафтопродукту. Для стабілізації емульсії використовують емульгатори (залізні мила окисненого петролатуму, кальцієві мила жирних кислот та інші ПАР).
Вартість інвертних емульсій значно нижча за вартість практично безводних емульсій оскільки вони містять не більше 30 % об'єму рідких вуглеводнів.
Переваги промивальних рідин на вуглеводневій основі: забезпечення високої якості розкриття продуктивних пластів, низькі або нульові значення фільтрації; високі тиксотропні властивості; низька густина у необважненому стані; добра прокачуваність, не зважаючи на порівняно високу в'язкість; нерозчинність гірських порід у їх дисперсійному середовищі; високі протизносні і мастильні властивості; висока стабільність у часі та ін.
Недоліки промивальних рідин на вуглеводневій основі: висока вартість, підвищена пожежонебезпека, руйнування гумових деталей циркуляційної системи, складність проведення електрометричних робіт та ін.
Нафтоемульсійні промивальні рідини. Нафтоемульсійні бурові промивальні рідини, основою яких є емульсія першого роду (олива, диспергована у воді) використовують при розбурюванні глинистих і глинисто-карбонатних відкладів, схильних до осипання стінок та утворення сальників на бурильних трубах.
Нафтоемульсійними глинистими розчинами можуть бути практично всі розчини на водній основі. Їх готують уведенням до промивальних рідин на водній основі 10—15 % нафти або нафтопродукту і прокачуванням протягом кількох циклів через циркуляційну систему. Для підвищення стабільності емульсії, щоб із рідини не відділявся нафтопродукт, додають ПАР-емульгатори.
При застосуванні нафтоемульсійних промивальних рідин зростає механічна швидкість проходки і проходка на долото, зменшується липкість фільтраційної кірки, сила тертя бурильних труб об стінки свердловини і необхідний момент для обертання колони бурильних труб, показник фільтрації, небезпека утворення сальників (суміші вибуреної породи у промивальній рідині).